# Urraulgoiti
Urraulgoiti (en basc, oficialment en castellà Urraúl Alto) és un municipi de Navarra, a la comarca de Lumbier, dins la merindad de Sangüesa. Està format pels concejos de:
| Entitat de Població | Pob. (2006) |
| ------------------- | ----------- |
| Aietxu              | 16          |
| Imirizaldu          | 26          |
| Irurozki            | 37          |
| Ongoz               | 19          |

## Demografia
| Evolució demogràfica                                   | Evolució demogràfica | Evolució demogràfica | Evolució demogràfica | Evolució demogràfica | Evolució demogràfica | Evolució demogràfica | Evolució demogràfica | Evolució demogràfica | Evolució demogràfica | Evolució demogràfica |
| 1996                                                   | 1998                 | 1999                 | 2000                 | 2001                 | 2002                 | 2003                 | 2004                 | 2005                 | 2006                 | 2007                 |
| ------------------------------------------------------ | -------------------- | -------------------- | -------------------- | -------------------- | -------------------- | -------------------- | -------------------- | -------------------- | -------------------- | -------------------- |
| 150                                                    | 154                  | 169                  | 170                  | 177                  | 175                  | 168                  | 178                  | 173                  | 164                  | 165                  |
| Fonts: Urraúl Alto i Institut d'Estadística de Navarra |                      |                      |                      |                      |                      |                      |                      |                      |                      |                      |